# 戈尼
戈尼（義大利語：Goni）是意大利撒丁大区南撒丁省卡利亞里廣域市的一个市镇。总面积18.71平方公里，人口530人，人口密度28.3人/平方公里（2009年）。ISTAT代码为092027。
周边市镇为巴劳、埃斯卡拉普拉诺、奥罗利、锡柳斯和休尔古斯多尼加拉。
戈尼以当地的考古学公园著称。